# Caldera de Misema
Caldera de Misema es una gran caldera de alrededor de entre 2,704 y 2,707 millones de años en las provincias de Ontario y Quebec, al este de Canadá.
Es la caldera que forma el Complejo de la Megacaldera del río Blake y tiene un diámetro de 40-80 kilómetros.
La caldera es también una unión de por lo menos dos grandes volcanes de escudo máficos que se formaron hace ya más de 2703 millones años atrás. El borde de la Caldera Misema contiene amplia zona anillos interiores y exteriores de entre 10 y 15 kilómetros, en la que muchos complejos de anillos máficos y  sedimentos subacuáticos piroclásticos fueron detectados.